# Rynek w Chorzowie
Rynek w Chorzowie (od 1935 roku plac Marszałka Józefa Piłsudskiego, podczas okupacji hitlerowskiej Adolf Hitler-Platz, do 1992 roku Plac 1 Maja) – plac miejski w Chorzowie, w dzielnicy Centrum, założony w 2. połowie XIX wieku na miejscu miejskiego targowiska. W latach 70. XX wieku poważnie przekształcony poprzez wyburzenie części zabudowy i wzniesienie estakady nad jego płytą. W latach 2017–2019 przeprowadzono rewitalizację płyty Rynku.

## Historia

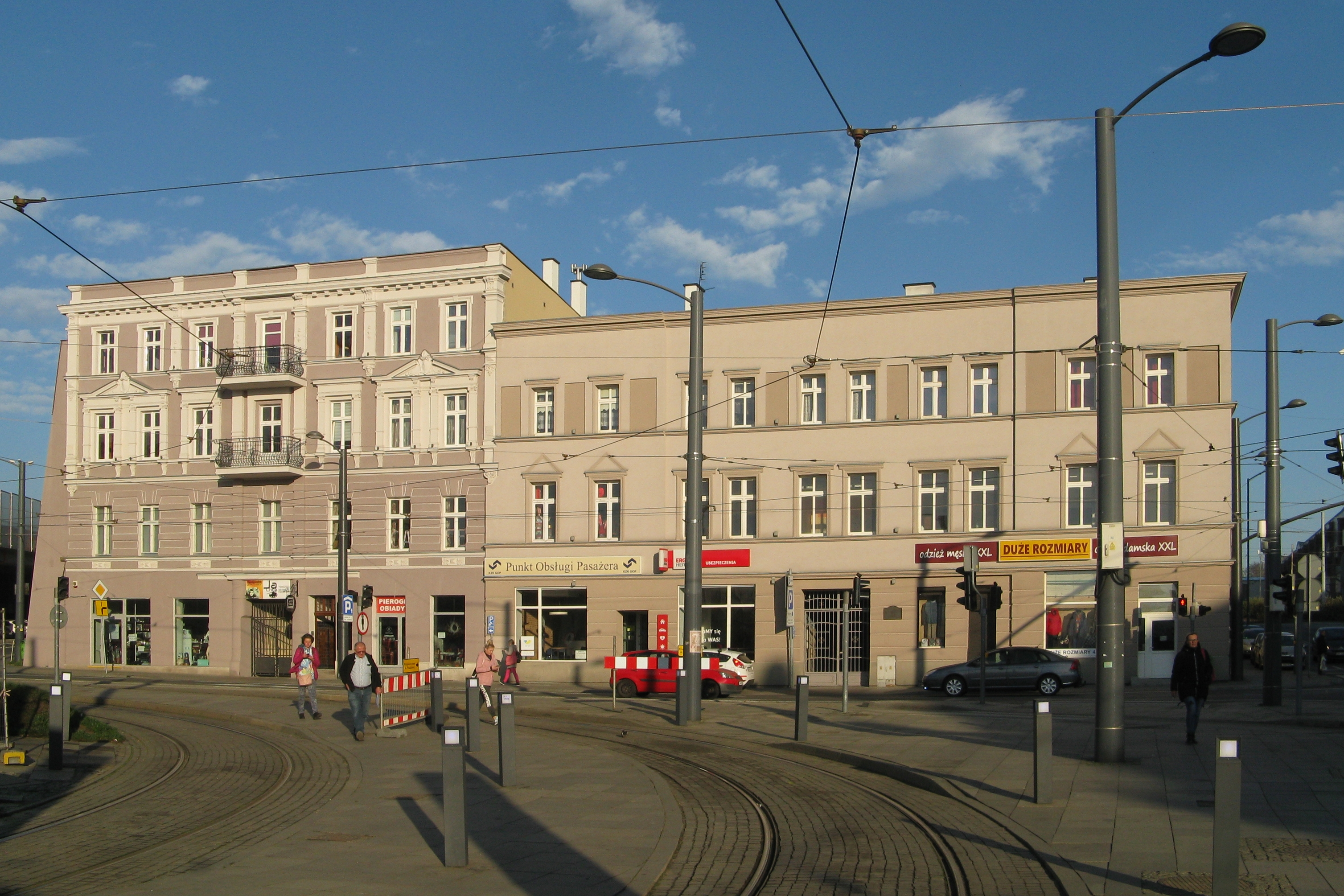
Północna pierzeja Rynku w Chorzowie, od lewej: kamienice pod numerami 7 i 8 oraz kamienica przy ul. Katowickiej 105a (2018)

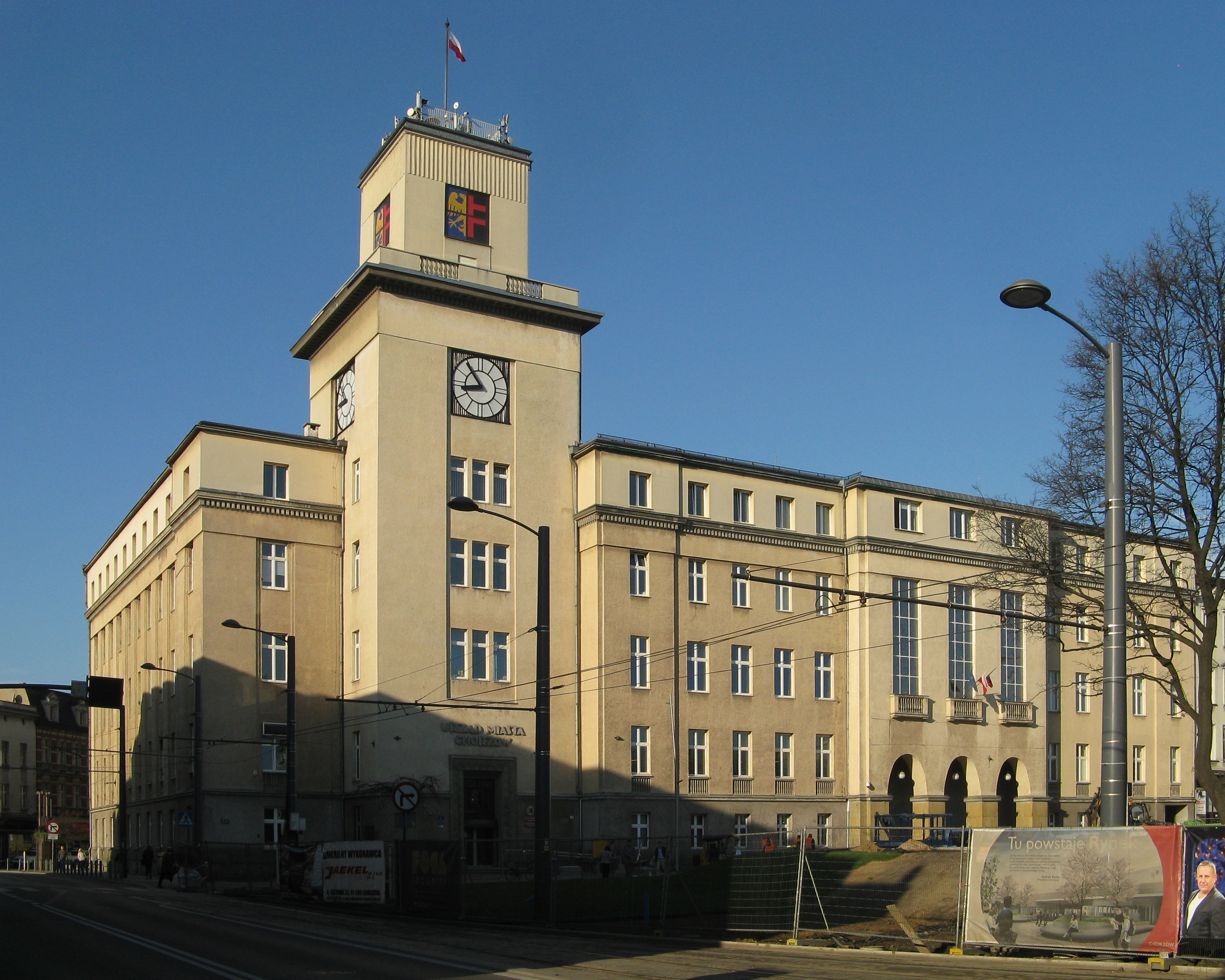
Ratusz przy chorzowskim Rynku (2018)

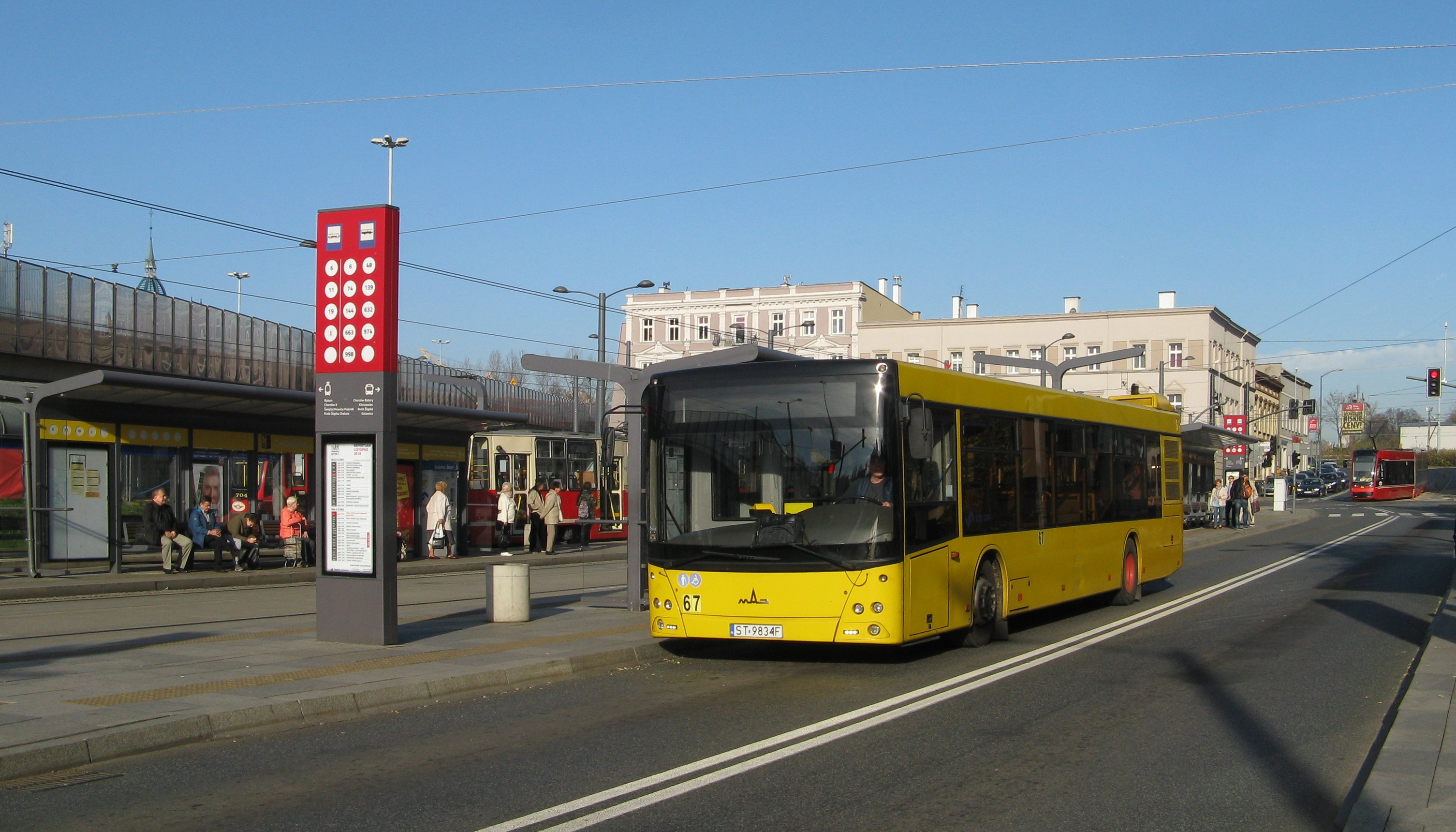
Rynek w Chorzowie, estakada i centrum przesiadkowe (2018)

Plac pod przyszły Rynek został wytyczony przy ratuszu miejskim, który wzniesiono w latach 1874–1876. Zniwelowano hałdy i zmieniono przebieg szosy łączącej Katowice z Bytomiem, aby nie przechodziła ona przez plac. Rynek powstał na miejscu użytkowanym jako plac targowy, które było wykorzystywane jako targowisko do 1905 roku, następnie kramy przeniosły się do otwartej w tymże roku Hali Targowej. Kształt Rynku ustalono pod koniec XIX wieku, kiedy to wytyczono ulice wzdłuż placu oraz wyznaczono parcele pod budowę kamienic. Rynek został obsadzony drzewami, powstały alejki i skwery z rabatami.
W 1919 roku na Rynku odbyła się demonstracja robotników pod gmachem inspekcji górniczej; w wyniku ostrzału prowadzonego przez wojsko zginęło 17 protestujących, a 21 zostało rannych.
Część zabudowy północnej i południowej pierzei Rynku, w tym secesyjne kamienice zostały wyburzone z powodu budowy estakady, którą rozpoczęto 26 sierpnia 1976. Otwarcie estakady odbyło się 22 lipca 1979 roku w Narodowe Święto Odrodzenia Polski, w 35-lecie Polski Ludowej.
Estakada o długości blisko 400 m przebiega nad Rynkiem niemalże po jego przekątnej, stanowi część drogi krajowej nr 79 dominuje w przestrzeni Rynku, a jej budowa spowodowała utratę jego rekreacyjnej funkcji. Wielokrotnie pojawiały się koncepcje wyburzenia estakady, które jednak nie doszły do skutku. W 2012 roku rozpoczęto przebudowę i wzmocnienie estakady, prace trwały ponad rok. W 2015 roku ukończono przebudowę układu komunikacyjnego na chorzowskim Rynku, utworzono centrum przesiadkowe Chorzów Rynek z czterema stanowiskami dla ruchu tramwajowego, przebudowano także układ drogowy.
W latach 2017–2019 przeprowadzono przebudowę płyty Rynku, której koszt wyniósł około 25–26 mln zł, dofinansowanie ze środków Unii Europejskiej wyniosło 6,05 mln zł, Górnośląsko-Zagłębiowska Metropolia dołożyła ponad 3 mln zł, a 990 tys. zł pochodziło z budżetu państwa. Pod estakadą wybudowano cztery przeszklone pawilony usługowe, gdzie zlokalizowano restaurację, kawiarnio-księgarnię, sklep, miejską galerię wystawienniczą, punkt informacji, biuro urzędu miasta, toaletę miejską oraz pokój dla matki z dzieckiem. Przed ratuszem położono wielkogabarytowe płyty betonowe, zainstalowano podświetlaną fontannę i dwa drewniane podesty z siedziskami z metalu, a także donice z siedziskami i ozdobne kule. Zasadzono 47 drzew (m.in. kolumnowe graby pospolite), 3417 krzewów (m.in. cisy pospolite oraz irgę wierzbolistną) oraz 2070 cebulek krokusów, po obu stronach estakady utworzono trawniki. Rabaty zajęły 1080 m², a ogólna powierzchnia nasadzeń zajęła 27% Rynku. Przywieziono także palmę z Palmiarni Miejskiej w Gliwicach, co nawiązuje do palmy ustawionej na Rynku w latach 60. i 70. XX wieku. Prace budowlane prowadziły firmy PB Jaekel-Bud-Tech i Przedsiębiorstwo Robót Drogowych MPRD. Oficjalne otwarcie Rynku po przebudowie odbyło się 28 czerwca 2019 roku, któremu towarzyszyły wydarzenia kulturalne pod hasłem „Ruszmy na rynek!”.

## Najważniejsze obiekty
- Rynek 1 – zabytkowy ratusz[2]
- Rynek 7 – Galeria Sztuki Współczesnej w kamienicy[12]
- Rynek 12 – budynek sądu i więzienia z 2. połowy XIX wieku[14], wyburzony w 1969 roku[2]
- ul. Katowicka 72 – budynek Królewskiej Inspekcji Górniczej[2] z 1892 roku[15], w okresie międzywojennym siedziba Skarbofermu[16]
- estakada nad płytą Rynku
- jeden z egzemplarzy rzeźby Chłopiec z łabędziem Theodora Erdmanna Kalidego (znajdował się na Rynku do 1912 roku)[17]